# Музей народной культуры (Кольбушова)
Музей народной культуры (пол. Muzeum Kultury Ludowej) — музей под открытым небом, находящийся в городе Кольбушова, Подкарпатское воеводство, Польша. Зарегистрирован в Государственном реестре музеев. Музей экспонирует под открытым небом народную архитектуру и предметы народного быта местного населения.

## История
Музей народной культуры был основан на фондах Краеведческого музея лясовиков, организованного местным Обществом защиты памятников природы и культуры. Музей народной культуры открыт для посетителей в 1959 году. В 1971 году музей приобрёл государственный статус и стал изучать этнографию лясовиков и жешовяков. В 1978 году музеем была открыта выставка под открытым небом под названием «Этнографический парк».

## Описание
Музей под открытым небом находится на берегу ручья Буковец и занимает площадь около 30 гектаров. В музее представлены около 80 образцов народной архитектуры и множество различных предметов повседневного быта конца XIX и начала XX веков двух этнографических групп лясовиков и жешовяков, проживающих в окрестностях Кольбушовы. Материальная и духовная культура этих этнографических групп демонстрируется в отдельной выставке.
Каждый год Музей народной культуры организует мероприятия, которые представляют культуру лясовиков и жешовиков.:
- Первое воскресенье июня — фестиваль «Творчество лясовиков и жешовиков»;
- В мае — ночь музеев;
- Каждое воскресенье июля и августа — мероприятие «Воскресенье во дворе»;
- Первая неделя августа — представление «Лошадь в хозяйстве».

## Галерея

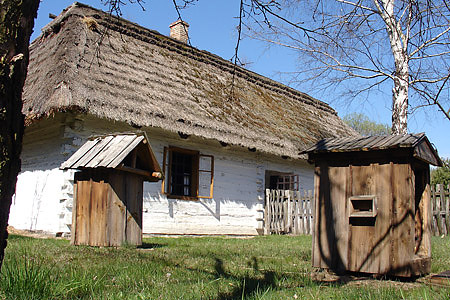
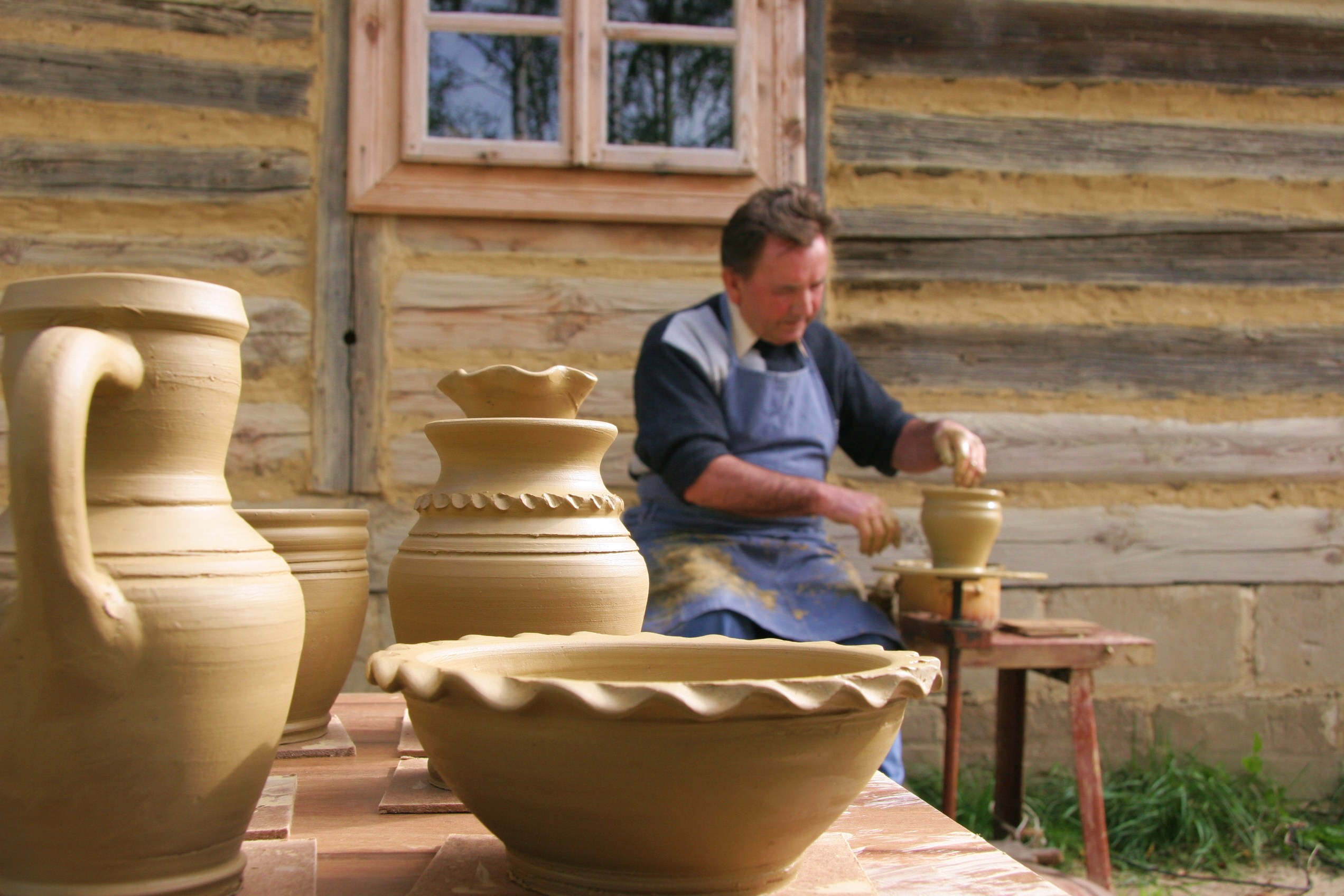
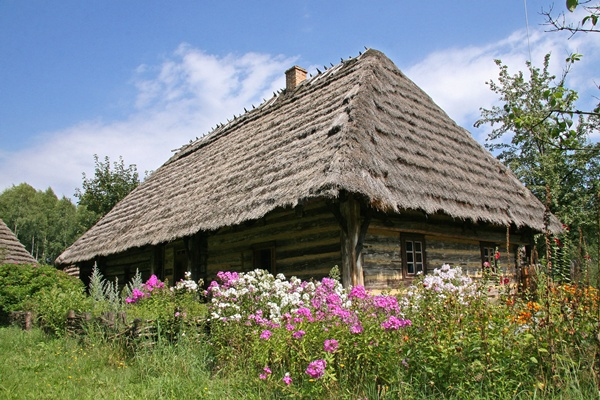